# Grote kaardenbol
De grote kaardenbol of wilde kaardenbol (Dipsacus fullonum, synoniem: Dipsacus sylvestris) behoort tot de kaardenbolfamilie (Dipsacaceae), in de 22e druk van de Heukels, of tot de kamperfoeliefamilie (Caprifoliaceae), in de 23e druk van de Heukels. De ondersoort Dipsacus fullonum subsp. sativus wordt ook wel weverskaarde genoemd.
De grote kaardenbol komt oorspronkelijk uit Noord-Afrika (Maghreb), Voor-Azië en Europa, maar komt tegenwoordig overal in de gematigde streken voor. In Nederland is de plant vanaf 1 januari 2017 niet meer wettelijk beschermd.
De plant is tweejarig en kan 70–250 cm hoog worden. De bladeren zijn twee aan twee tegenoverstaand en de vergrote bladvoet werkt als opvangbakje voor water.
De lila bloempjes zijn klein en ongesteeld en staan bij elkaar op een hoge ineengedrongen tros (hoofdje). Ze hebben een 5–9 cm lange gemeenschappelijke 'kelk' (het omwindsel). Elk bloempje heeft naast een eigen vergroeidbladig omwindseltje ook nog een kelk van stijve haren. Een bloempje heeft vier meeldraden, één stamper en een onderstandig vruchtbeginsel met één zaadknop.
De bloei begint vanuit het midden van de bloeiwijze en bloeit tegelijk naar boven en beneden. Hierdoor zijn twee bloeiende ringen te zien.
De kaardenbol produceert veel nectar en trekt daarom veel insecten zoals solitaire bijen en hommels. De zaden vormen een voedselbron voor zaadetende vogels, zoals putters.

## Economisch belang
De bloemhoofdjes van de kaardenbol werden in de middeleeuwen gebruikt voor het ruwen van gevold wollenlaken. Hiertoe werden een aantal van deze kaardenbollen in een kruisvormige houten houder bevestigd. Later zijn er zelfs speciale machines ontwikkeld voor het ruwen van weefsels met behulp van de kaardenbol. De bloemhoofdjes werden daartoe op stalen pennen geregen. Een dergelijke machine staat nog opgesteld in het Nederlands Textielmuseum te Tilburg. (Zie afbeelding hieronder.) Als wolkaarde is de weverskaarde nooit gebruikt. De stekels van deze zaadbol zijn daar niet sterk genoeg voor.
De weverskaarde werd vroeger in de Vaucluse (Zuid-Frankrijk) veel verbouwd en geëxporteerd naar onder meer Nederland, Rusland en Japan. Honderden hectaren waren in Zuid-Frankrijk in de 19e en 20e eeuw in productie. In 1862 was dat 2326 ha. Na 1968 was er nog één firma die de weverskaarde kon leveren, maar dat bedrijf sloot in 1985.

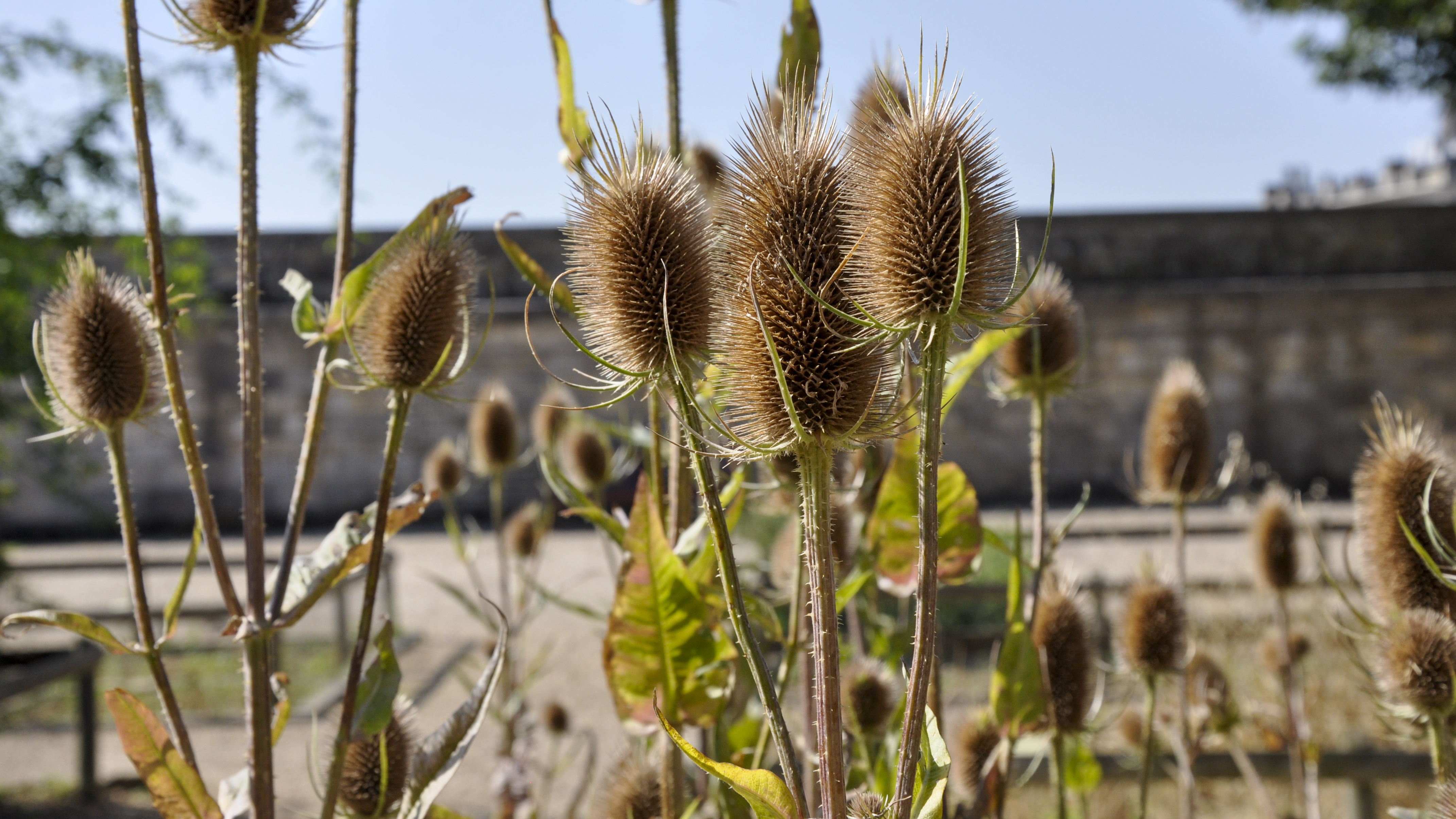
Grote kaardenbollen in Caen
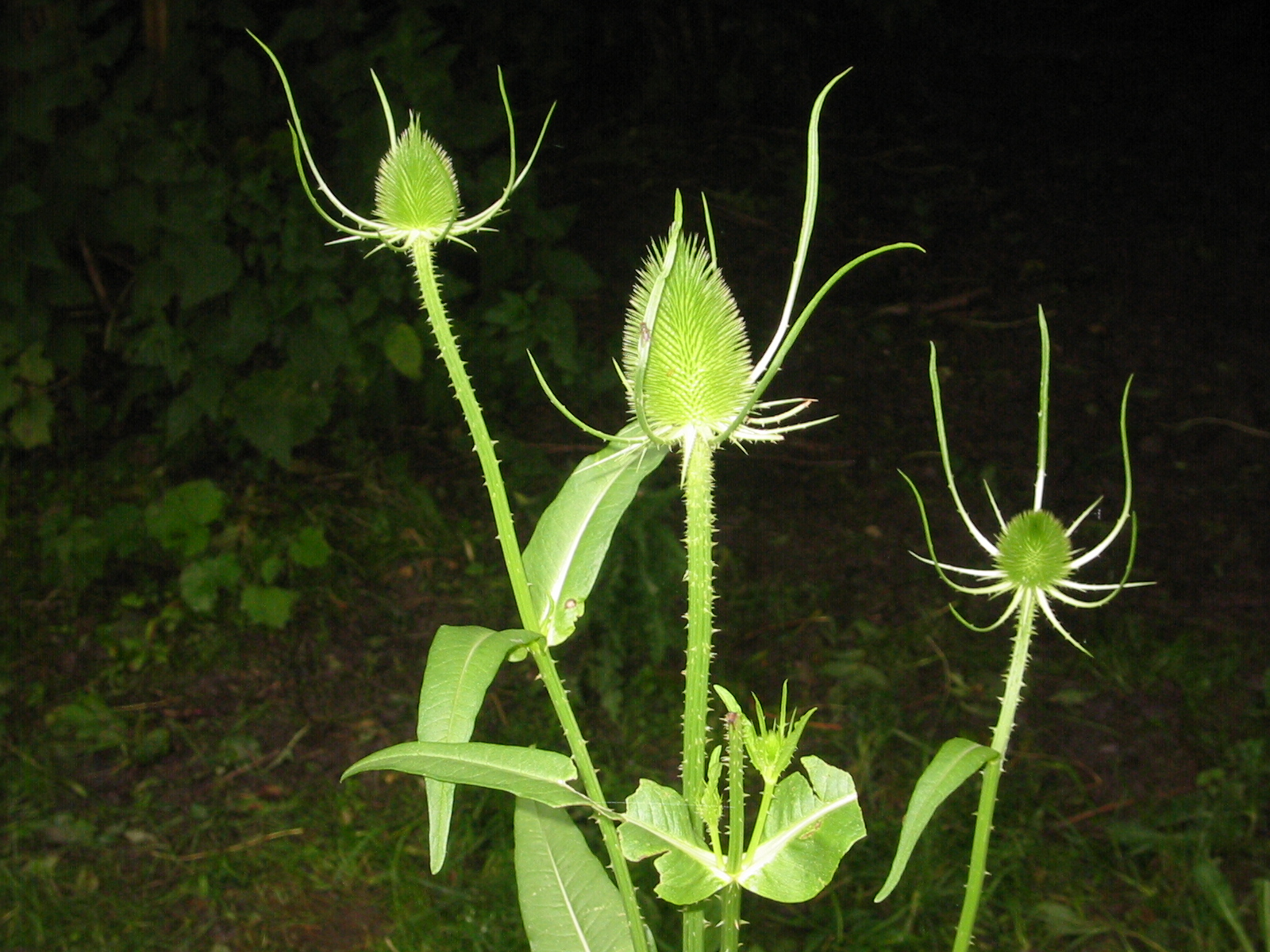
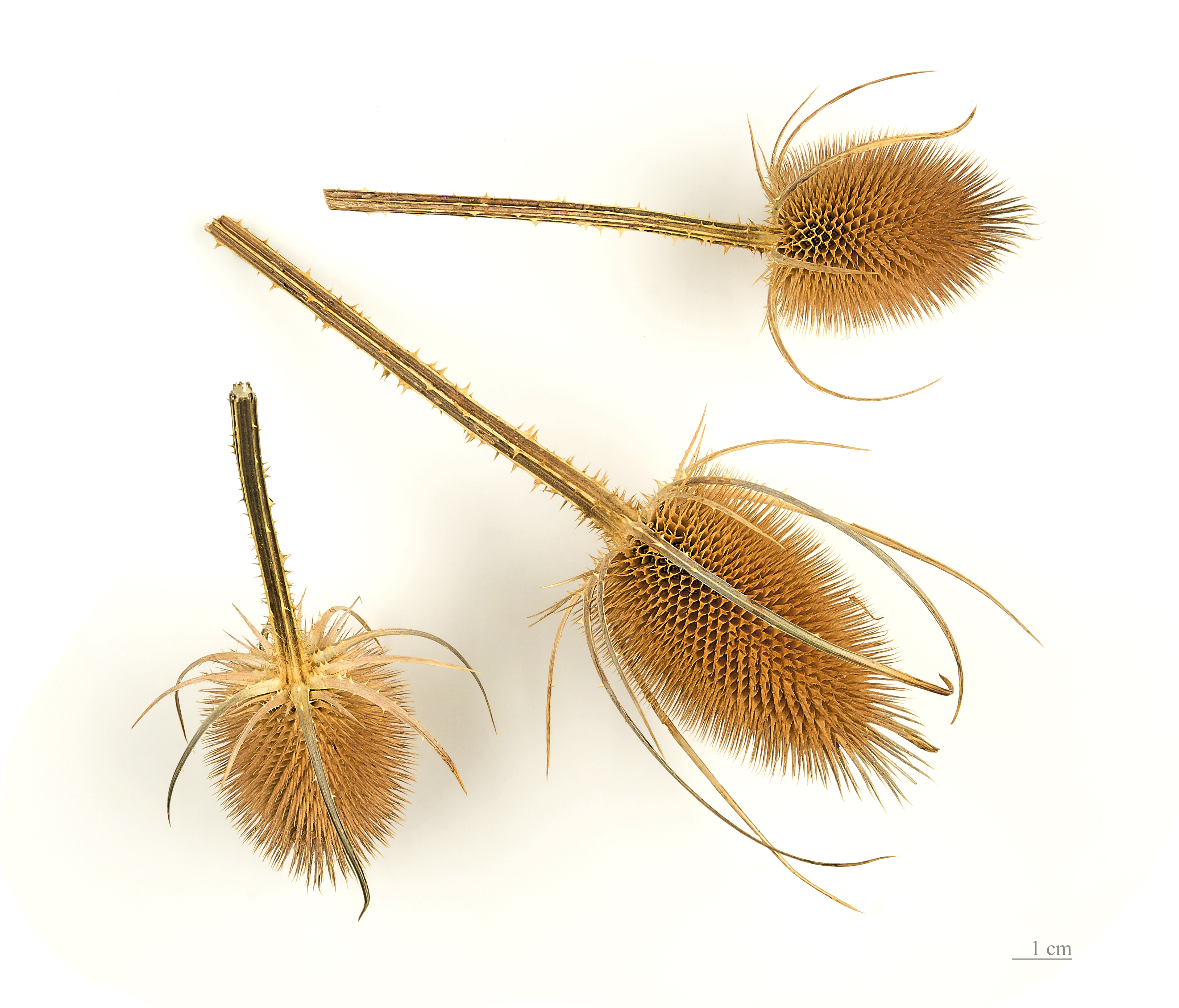
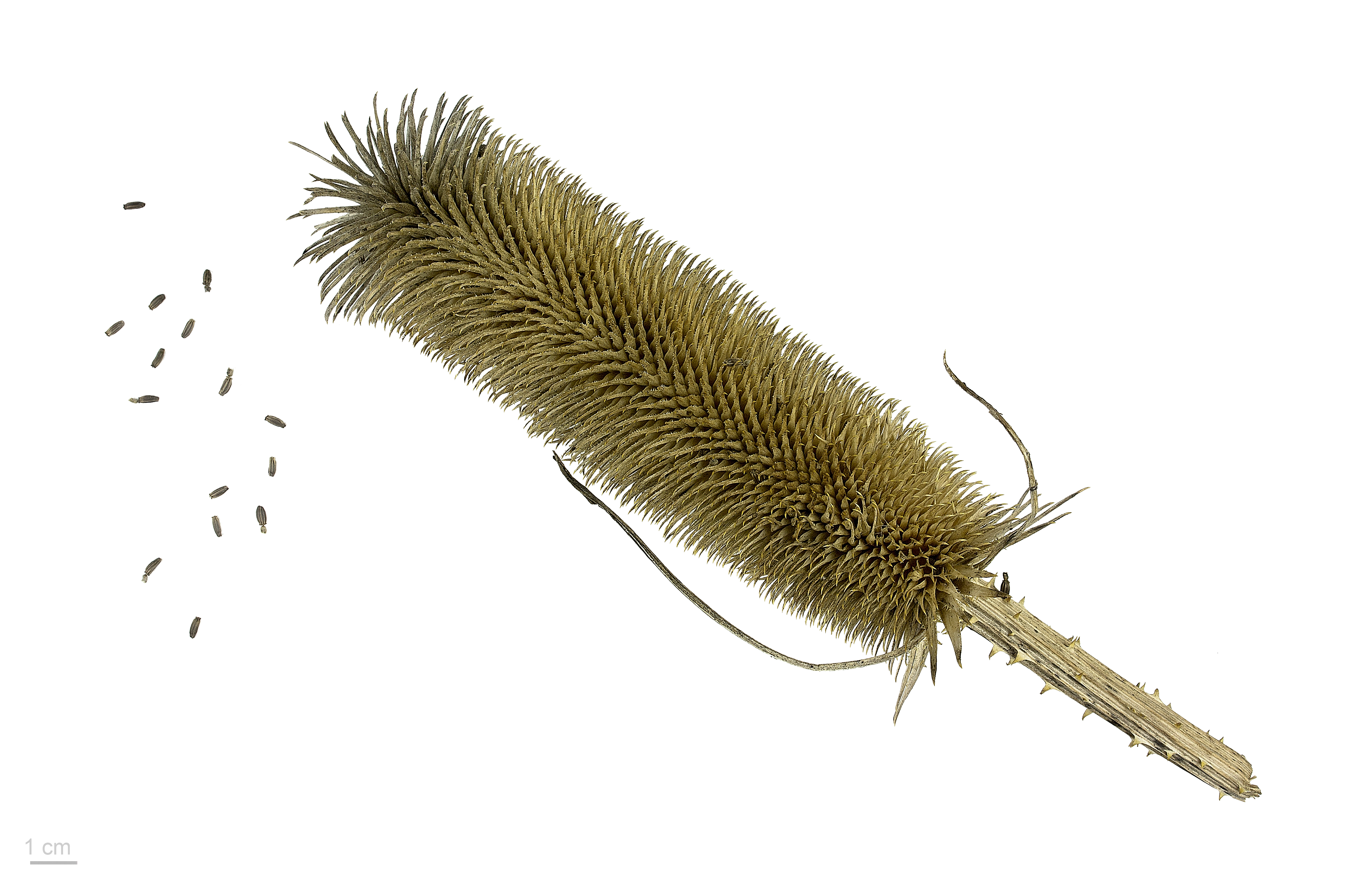
Museumspecimen
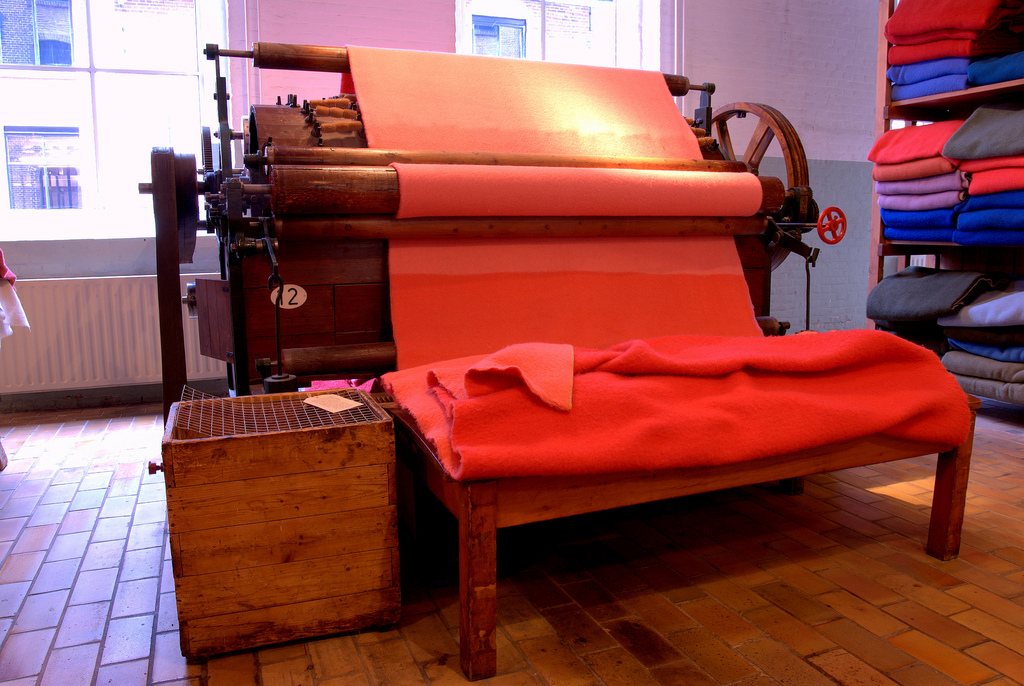
Ruwmolen om wollen dekens te ruwen met kaardenbollen van de weverskaarde. Machinefabriek P. van der Wegen & Zn. Tilburg, ca. 1910, TextielMuseum Tilburg